# Singulariteit (natuurkunde)
Een singulariteit is in de kosmologie een puntmassa met een oneindig klein volume en een oneindig grote dichtheid. De ruimtetijd is hier zó sterk gekromd, dat ruimte en tijd feitelijk ophouden te bestaan. Dit heeft tot gevolg dat de in de gewone natuurkunde geldende  wetten in een singulariteit niet meer geldig zijn. Wellicht vinden er in of in de buurt van een singulariteit allerlei processen plaats die in de huidige exacte wetenschap nog onbekend zijn. 
Volgens de oerknaltheorie is het hele heelal ontstaan uit een zeer klein punt, dat in de buurt van een singulariteit kwam. Een echte singulariteit was dit echter vermoedelijk niet.
De algemene relativiteitstheorie veronderstelt verder voor het huidige heelal minstens twee soorten singulariteiten: het centrum van een zwart gat en zogeheten naakte singulariteiten, dat wil zeggen de zichtbare tegenhangers van zwarte gaten (zonder gebeurtenissenhorizon). Van het bestaan van dit laatste verschijnsel is men niet geheel overtuigd, maar er zijn sterke aanwijzingen dat er behalve zwarte gaten inderdaad ook naakte singulariteiten bestaan.